# Верхня Угорщина

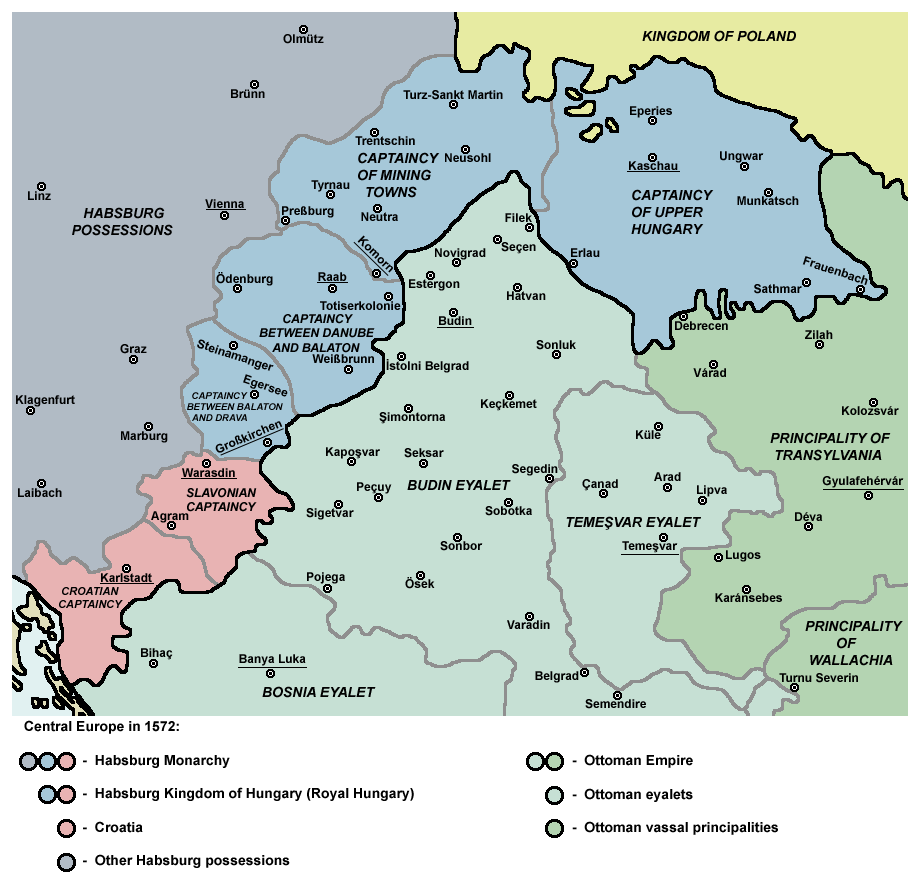
Верхня Угорщина та навколишні землі в 1572 році.

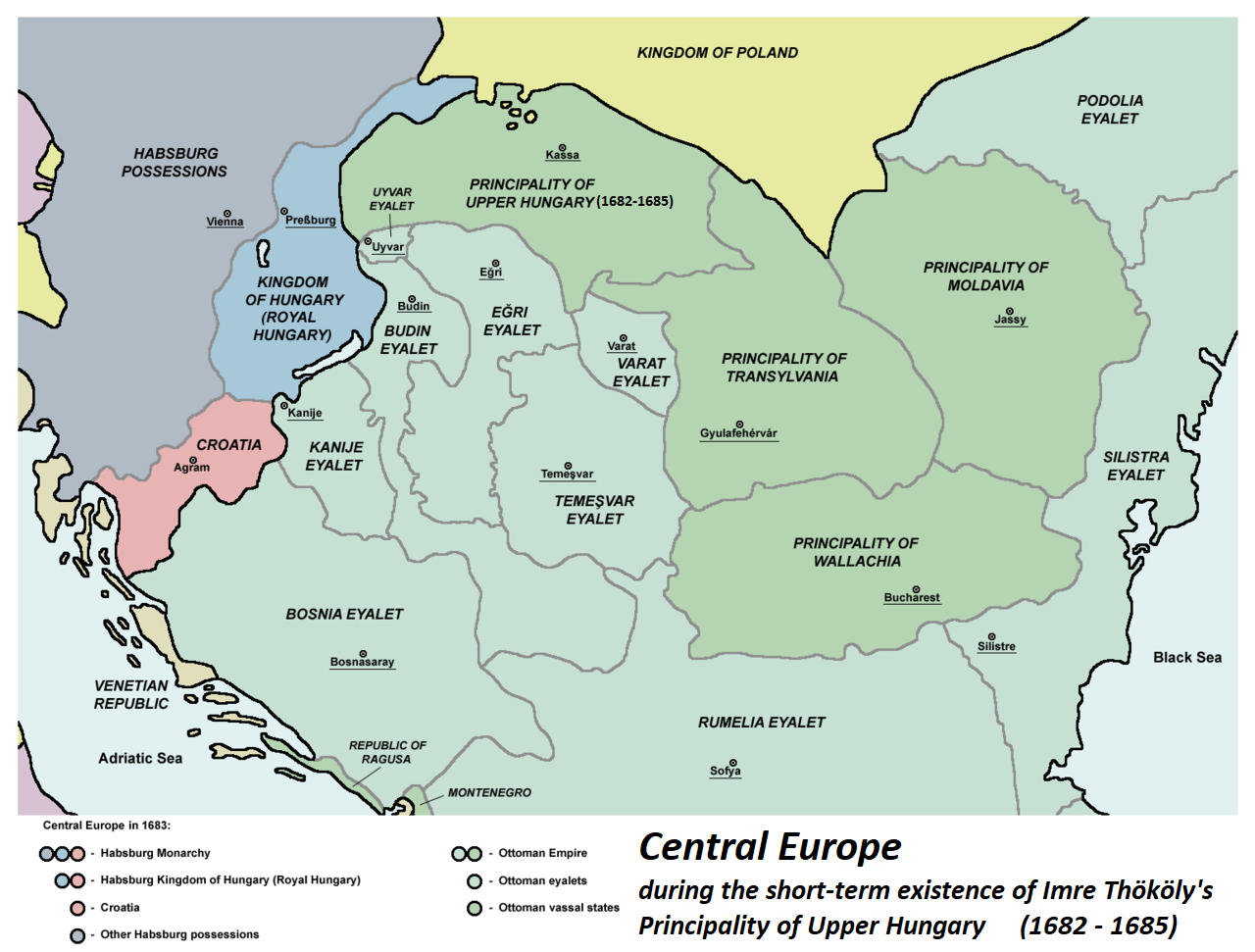
Князівство Верхня Угорщина, 1683.

Верхня Угорщина (угор. Felső-Magyarország або Felvidék, словац. Horné Uhorsko) — назва території, яка історично була північною частиною Угорського королівства, зараз її більша частина — це територія Словаччини, а також уся західна частина Закарпатської області України без Мармарошу. Населення Верхньої Угорщини було мішане: словаки, угорці, німці, русини. Словаки використовували назву «Словенско», яка з'являється у документах 15 ст., але вона не була точно окреслена і не мала юридичного, конституційного чи політичного статусу в рамках Угорщини. Також в угорській літературі часто зустрічається назва «Верхня земля».

## Історія використання
З часом змінювалася як територія, яку називали Верхньою Угорщиною, так і суть назви:
1. У 16-17 століттях Верхній Угорщині відповідала територія сучасної Словаччини та прилеглих земель сучасної Угорщини, які складали основну вільних від Османської імперії угорських земель. Верхня Угорщина мала власну адміністрацію та військовий округ, столицею якого було Кошиці.
2. З 18 століття до 1918 року назва Верхня Угорщина була неофіційною. Проте її часто застосовували до території Угорського королівства вище Тиси та Дунаю, яка здебільшого відповідає сучасній Словаччині. Якщо мали на увазі цю територію, як регіон заселений словаками, то використовували назву Словаччина. Але якщо розглядали його як частину Угорського королівства, то могли використовувати «Верхня Угорщина». Словаки ж на називали всі землі поза Верхньою Угорщиною як «Нижня земля».
3. Після Першої світової війни було утворено Чехословаччину, у межах якої опинилися території Верхньої Угорщини, населені словаками, українцями та угорцями. В широкому значенні Верхньою Угорщиною продовжували називати землі Словаччини та Закарпаття. Також назва «Верхня Угорщина» застосовувалася у вужчому значенні — до територій Південної Словаччини, у яких проживало багато угорців. 1938 року після Першого Віденського арбітражу Угорщина отримала назад частину земель верхньої Угорщини — південь Словаччини та Закарпаття. Проте після Другої світової втратила їх знову.
4. У сучасній Словаччині «Верхня Угорщина» розцінюється як прояв угорського ревізіонізму. В Угорщині термін продовжує використовуватися у історичному, культурному та туристичному контекстах.